# Vlag van Vleteren
De vlag van Vleteren werd door de gemeenteraad op 6 maart 1986 officieel vastgesteld als de gemeentelijke vlag van de West-Vlaamse gemeente Vleteren. Op 10 maart 1987 werd hij door het Bestuur van Vlaanderen bevestigd en uiteindelijk gepubliceerd op 3 december 1987 in het officiële Belgisch Staatsblad.
Officieel wordt de vlag beschreven als:
Rood met een beurtelings gekanteelde dwarsbalk vergezeld van drie zespuntige sterren, alles van geel.
De vlag is volledig gebaseerd op het gemeentewapen en ziet er dus helemaal hetzelfde uit.

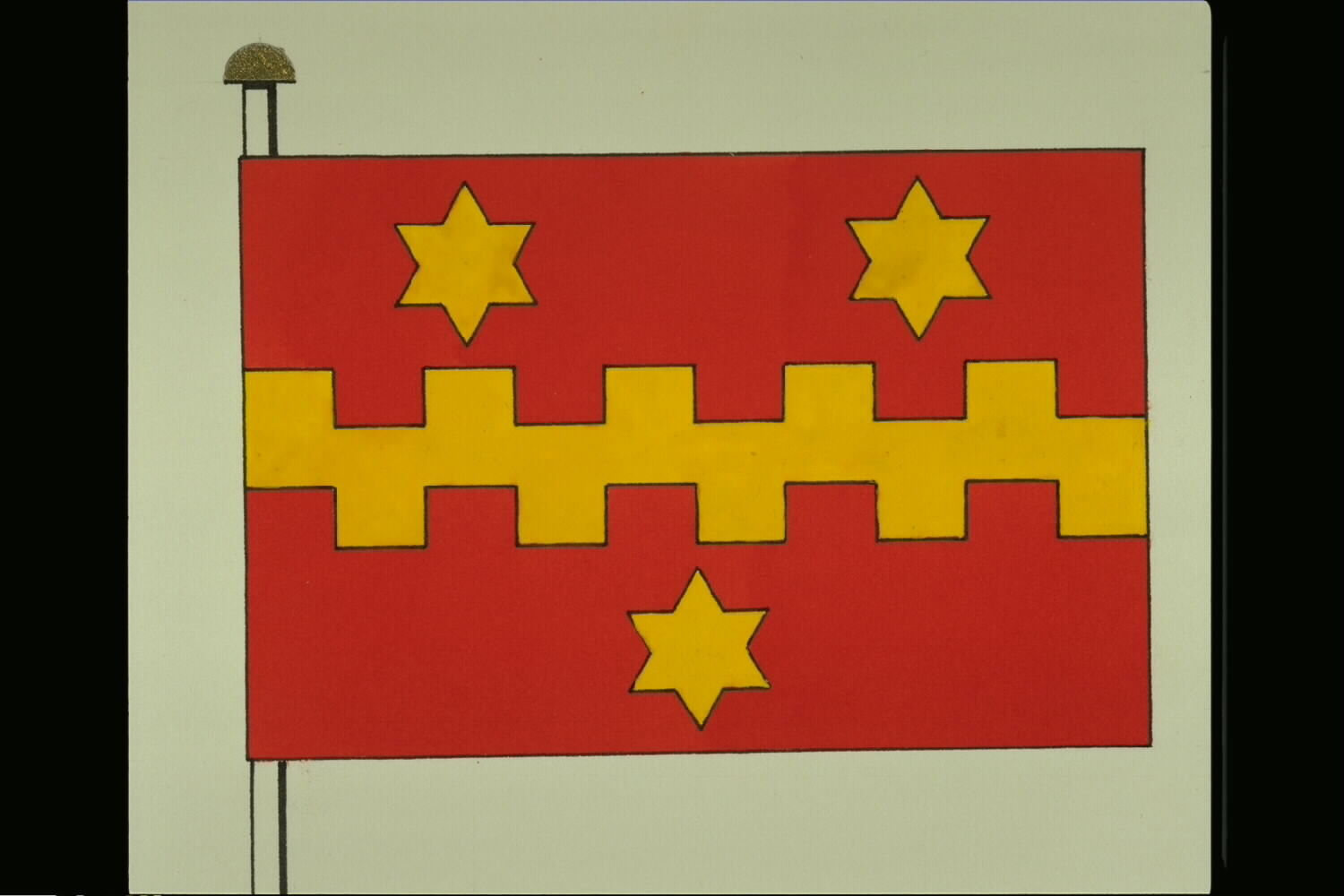
Officiële tekening van de vlag